# Rhesos-Gletscher
Der Rhesos-Gletscher (bulgarisch ледник Резос lednik Resos) ist ein 7 km langer und 2,5 km breiter Gletscher auf der Anvers-Insel im Palmer-Archipel vor der Westküste der Antarktischen Halbinsel. Er fließt südöstlich des Paris Peak von den Osthängen der Trojan Range in nordöstlicher Richtung zur Fournier-Bucht, die er südlich der Thompson-Halbinsel und nördlich des Predel Point erreicht.
Die bulgarische Kommission für Antarktische Geographische Namen benannte ihn 2009 nach dem Thrakerkönig Rhesos aus der Ilias nach Homer.